# 2218 Wotho
2218 Wotho è un asteroide della fascia principale del diametro medio di circa 29,49 km. Scoperto nel 1975, presenta un'orbita caratterizzata da un semiasse maggiore pari a 3,0388962 UA e da un'eccentricità di 0,1665999, inclinata di 14,96611° rispetto all'eclittica.